# Roberto del Palatinato-Veldenz
Roberto del Palatinato-Veldenz, in lingua tedesca: Ruprecht von Pfalz-Veldenz (Zweibrücken, 1506 – Rocca di Gräfenstein, 28 luglio 1544), fu conte palatino di Veldenz dal 1543 al 1544 e fondatore del ramo di Veldenz del casato del Palatinato-Zweibrücken.

## Biografia
Roberto nacque a Zweibrücken nel 1506 come il più giovane dei figli maschi di Alessandro, conte palatino di Zweibrücken e di sua moglie Margherita, figlia di Kraft VI, conte di Hohenlohe-Neuenstein. Alessandro aveva stabilito nel suo testamento la primogenitura sul Palatinato-Zweibrücken, che di conseguenza passò al fratello maggiore di Roberto, Luigi II. In quanto figlio più giovane, Roberto fu destinato al clero, divenendo canonico a Magonza, Colonia e Strasburgo. Nel 1524 suo fratello gli diede il prevostato di reddito di San Remigio con il Castello di San Michele e 1526, l'Ufficio di Lauterecken. Rinunciò alla carriera ecclesiastica nel 1529 e si sposò nel 1537. Alla morte di suo fratello Luigi, Roberto fu reggente dal 1533 al 1543 per conto di suo nipote minorenne Volfango, insieme alla madre di quest'ultimo Elisabetta d'Assia. 
Per il patto di famiglia di Marburg 1543 a Roberto fu concessa la contea di Veldenz, un territorio governato da suo nipote, il conte palatino Volfango. Roberto morì l'anno successivo e fu succeduto dal suo figlio Giorgio Giovanni.

## Matrimonio e figli
Roberto sposò Ursula di Salm-Kyrburg (c. 1515 – 24 July 1601), figlia del vilgravio e renegravio Giovanni VII, il 23 giugno 1537 ed ebbero i seguenti figli:
1. Anna (1540 – 1586)
2. Giorgio Giovanni I (1543 – 1592)
3. Ursula (1544 - data di morte sconosciuta)

## Ascendenza
|                                            |                                         |                                              | Genitori                           |  |  | Nonni |  |  | Bisnonni                            |  |  | Trisnonni                                    |  |
|                                            |                                         |                                              |                                    |  |  |       |  |  | Stefan, duca del Palatinato-Simmern |  |  | Ruprecht, imperatore del Sacro Romano Impero |  |
|                                            |                                         |                                              |                                    |  |  |       |  |  | Stefan, duca del Palatinato-Simmern |  |  | Ruprecht, imperatore del Sacro Romano Impero |  |
|                                            |                                         | Elisabeth von Nürnberg                       |                                    |  |  |       |  |  | Stefan, duca del Palatinato-Simmern |  |  |                                              |  |
| Ludwig I, duca del Palatinato-Zweibrücken  |                                         |                                              |                                    |  |  |       |  |  | Stefan, duca del Palatinato-Simmern |  |  |                                              |  |
|                                            |                                         | Anna von Veldenz                             | Friedrich III, conte di Veldenz    |  |  |       |  |  |                                     |  |  |                                              |  |
|                                            |                                         | Anna von Veldenz                             | Friedrich III, conte di Veldenz    |  |  |       |  |  |                                     |  |  |                                              |  |
|                                            |                                         | Anna von Veldenz                             | Margarethe von Nassau-Saarbrücken  |  |  |       |  |  |                                     |  |  |                                              |  |
| Alexander, duca del Palatinato-Zweibrücken |                                         | Anna von Veldenz                             |                                    |  |  |       |  |  |                                     |  |  |                                              |  |
|                                            |                                         | Antoine I, signore di Croÿ                   | Jean I, signore di Croÿ            |  |  |       |  |  |                                     |  |  |                                              |  |
|                                            |                                         | Antoine I, signore di Croÿ                   | Jean I, signore di Croÿ            |  |  |       |  |  |                                     |  |  |                                              |  |
|                                            |                                         | Antoine I, signore di Croÿ                   | Marie de Craon                     |  |  |       |  |  |                                     |  |  |                                              |  |
| Jeanne de Croÿ                             |                                         | Antoine I, signore di Croÿ                   |                                    |  |  |       |  |  |                                     |  |  |                                              |  |
|                                            |                                         | Marguerite de Vaudémont                      | Antoine, conte di Vaudémont        |  |  |       |  |  |                                     |  |  |                                              |  |
|                                            |                                         | Marguerite de Vaudémont                      | Antoine, conte di Vaudémont        |  |  |       |  |  |                                     |  |  |                                              |  |
|                                            |                                         | Marguerite de Vaudémont                      | Marie d'Harcourt                   |  |  |       |  |  |                                     |  |  |                                              |  |
| Ruprecht, conte del Palatinato-Veldenz     |                                         | Marguerite de Vaudémont                      |                                    |  |  |       |  |  |                                     |  |  |                                              |  |
|                                            | Kraft V, conte di Hohenlohe-Weikersheim | Albrecht I, signore di Hohenlohe-Weikersheim |                                    |  |  |       |  |  |                                     |  |  |                                              |  |
|                                            | Kraft V, conte di Hohenlohe-Weikersheim | Albrecht I, signore di Hohenlohe-Weikersheim |                                    |  |  |       |  |  |                                     |  |  |                                              |  |
|                                            | Kraft V, conte di Hohenlohe-Weikersheim | Elisabeth von Hanau                          |                                    |  |  |       |  |  |                                     |  |  |                                              |  |
| Kraft VI, conte di Hohenlohe-Weikersheim   | Kraft V, conte di Hohenlohe-Weikersheim |                                              |                                    |  |  |       |  |  |                                     |  |  |                                              |  |
|                                            |                                         | Margareta von Oettingen                      | Friedrich III, conte di Oettingen  |  |  |       |  |  |                                     |  |  |                                              |  |
|                                            |                                         | Margareta von Oettingen                      | Friedrich III, conte di Oettingen  |  |  |       |  |  |                                     |  |  |                                              |  |
|                                            |                                         | Margareta von Oettingen                      | Euphemia von Münsterberg           |  |  |       |  |  |                                     |  |  |                                              |  |
| Margarete von Hohenlohe-Weikersheim        |                                         | Margareta von Oettingen                      |                                    |  |  |       |  |  |                                     |  |  |                                              |  |
|                                            |                                         | Ulrich V, conte di Württemberg-Stoccarda     | Eberhard IV, conte di Württemberg  |  |  |       |  |  |                                     |  |  |                                              |  |
|                                            |                                         | Ulrich V, conte di Württemberg-Stoccarda     | Eberhard IV, conte di Württemberg  |  |  |       |  |  |                                     |  |  |                                              |  |
|                                            |                                         | Ulrich V, conte di Württemberg-Stoccarda     | Henriette, contessa di Montbéliard |  |  |       |  |  |                                     |  |  |                                              |  |
| Helene von Württemberg-Stuttgart           |                                         | Ulrich V, conte di Württemberg-Stoccarda     |                                    |  |  |       |  |  |                                     |  |  |                                              |  |
|                                            |                                         | Margherita di Savoia                         | Amedeo VIII, duca di Savoia        |  |  |       |  |  |                                     |  |  |                                              |  |
|                                            |                                         | Margherita di Savoia                         | Amedeo VIII, duca di Savoia        |  |  |       |  |  |                                     |  |  |                                              |  |
|                                            |                                         | Margherita di Savoia                         | Marie de Bourgogne                 |  |  |       |  |  |                                     |  |  |                                              |  |
|                                            |                                         | Margherita di Savoia                         |                                    |  |  |       |  |  |                                     |  |  |                                              |  |